# Dendrophagella
Dendrophagella es un género monotípico de coleópteros polífagos perteneciente a la familia Silvanidae. Su única especie: Dendrophagella capito (Pascoe, 1876:49). Es originaria de Nueva Zelanda.